# Рибалочка-геркулес
Риба́лочка-геркулес (Alcedo hercules) — вид сиворакшоподібних птахів родини рибалочкових (Alcedinidae). Поширений у Південно-Східній Азії.

## Поширення
Цей вид трапляється в Південному Китаї, включаючи острів Хайнань (рідкісний), на сході Непалу (бродяга), у Бутані (рідкісний), північно-східній Індії (рідкісний), Бангладеш (бродячий), М'янмі (від рідкого до досить поширеного на півночі, заході та півдні), північно-західном Таїланді (дуже рідкісний відвідувач), Лаосі (незвичайний або місцево поширений на півночі та в Аннамітських горах, рідкісний південніше) та В'єтнамі (досить поширений у західному Тонкіні та Аннамі). Враховуючи його лінійне поширення вздовж річок і, отже, обмежений ареал, загальний розмір популяції, можливо, помірно малий.
Часто відвідує невеликі річки та водні шляхи у вічнозелених лісах, горбистих регіонах або глибоких ярах. Іноді зустрічається біля струмків поблизу лісистих сільськогосподарських угідь. Діапазон його висоти в основному становить від 400 до 1000 м

## Опис
Рибалочка-геркулес має тіло завдовжки 22 см і є найбільшим представником роду Alcedo. Нагадує блакитного рибалочку (Alcedo atthis). Через різницю в розмірах ці два види легко відрізнити. Рибалочка-геркулес характеризується ультрамариново-блакитною головою, темно-синіми верхівками крил і білим горлом. Грудка, живіт і нижня сторона крил червонуваті. Як і у блакитного рибалочки, у самців дзьоб повністю чорний, у самиць — червоний піддзьоб.